# Д’Эсте, Анджела Мария Катерина
А́нджела Мари́я Катери́на д’Эсте (итал. Angela Maria Caterina d'Este; 1 марта 1656, Модена, герцогство Модены и Реджо — 16 июля 1722, Болонья, Папская область) — принцесса из дома Эсте, дочь Борсо, маркграфа Монтеккьо; в замужестве — принцесса Кариньяно.

## Биография
Мария Анджела Екатерина д’Эсте родилась 1 марта 1656 года в Модене. Она была дочерью принца Борсо д’Эсте, основателя боковой ветви Дома д’Эсте, и Ипполиты д’Эсте, незаконнорождённой дочери принца Луиджи д’Эсте, маркизы Скандьянской и Монтеккьоской. Её родители приходились друг другу дядей и племянницей. С самого рождения, как и все представители рода д’Эсте, Мария Катерина носила титул принцессы Моденской.
10 ноября 1684 года её выдали замуж за принца Эмануэле Филиберто Савойского-Кариньянского, наследника престола герцогства Савойского. Брак по доверенности был заключен в Модене. Жениха на нём представлял брат невесты, Чезаре Игнацио д’Эсте. Свадьба прошла в замке Раккониджи, летней резиденции принцев Савойских-Кариньянских.
В 1709 году Мария Катерина овдовела. Сама она скончалась 16 июля 1722 года в Болонье.

## Семья
В семье Марии Катерины д’Эсте и Эмануэле Филиберто Савойского-Кариньянского родились два сына и две дочери.
- Мария Изабелла Савойская-Кариньянская (1687—1767);
- Мария Виттория Савойская-Кариньянская (1688—1763);
- Витторио Амедео Савойский-Кариньянский (1690—1741);
- Томмазо Гаэтано Филиппо Савойский-Кариньянский (1696—1715).

## Титулы
- Её Высочество, принцесса Моденская (1 марта 1656 — 10 ноября 1684);
- Её Высочество, принцесса Кариньянская (10 ноября 1684 — 21 апреля 1709);
- Её Высочество, вдовствующая принцесса Кариньянская (21 апреля 1709 — 16 июля 1722).